# کیتل (آرکانزاس)
کیتل (به انگلیسی: Kittle) یک منطقهٔ مسکونی در ایالات متحده آمریکا است که در آرکانزاس واقع شده است. کیتل ۲۳۰٫۱۳ متر بالاتر از سطح دریا قرار دارد.